# イブラヒム・ディアキ
イブラヒム・ディアキ（フランス語: Ibrahim Diaky、アラビア語: إبراهيم دياكي、1982年5月24日 - ）は、コートジボワール出身でアラブ首長国連邦に帰化したサッカー選手。元コートジボワール代表。ポジションはMF。現在は無所属。

## クラブ歴
2000年にASECミモザで選手となり、2002年にエスペランス・スポルティーブ・ドゥ・チュニスに移籍。
2005年にアル・ジャジーラ・クラブに移籍すると2006年末にアラブ首長国連邦籍を取得。2013年にはレンタル移籍経験のあるアル・アインFCに移籍した。